# William Lewis (naturforskare)
William Lewis, född den 20 juni 1708 i Surrey, död den 21 januari 1781 i Kingston, Surrey, var en engelsk kemist och läkare. 
Lewis immatrikulerades vid Christ Church i Oxford den 17 mars 1730. Han utexaminerades med en bachelorexamen 1734 och senare förvärvade han en medicine doktorsgrad, innan han började praktisera som läkare. Lewis utgav också flera översättningar av Caspar Neumanns kemiska verk 1759 och hans sista litterära verk publicerades postumt 1783. Han valdes till Fellow of the Royal Society 1754 och tilldelades den vetenskapliga utmärkelsen Copleymedaljen samma år. Lewis var känd för sina många arbeten gällande farmaci och medicin samt för sin forskning på olika typer av metaller.